# Bridgeville (Kalifornia)
Bridgeville – miejscowość w zachodniej części Stanów Zjednoczonych w północnej części stanu Kalifornia, w hrabstwie Humboldt.
Miejscowość założona w 1865 jako Robinson's Crossing przez trapera Williama Slaughtera Robinsona, trudniącego się przeprawą podróżnych przez rzekę Van Duzen. Mieszkaniec tej osady - William Drinkwater był ostatnim białym osadnikiem zabitym przez Indian w trakcie wojen prowadzonych przez Indian Północno-Zachodniego Wybrzeża Pacyfiku w 1871. W 1875 wybudowano drewniany most na rzece Van Duzen i zmieniono nazwę miejscowości na Bridgeport. Ostateczną nazwę Bridgeville miejscowość uzyskała w 1877 wraz z otwarciem w niej urzędu pocztowego. W tym samym okresie założono też w miasteczku szkołę a w 1879 wybudowano drugi most na rzece Van Duzen.
Na początku XX w. w miasteczku mieściły się: hotel, kuźnia, stajnie, sklep, saloon i kilka domów. W 1909 miasteczko zostało zakupione przez Henry'ego Coksa, którego potomkowie odsprzedali je w 1972 rodzinie Lapple.
Opustoszałe, liczące 25 mieszkańców, miasteczko stało się sławne z powodu wystawienia go na sprzedaż za pośrednictwem aukcji w internetowym serwisie eBay.com w grudniu 2002, jako pierwszej na świecie miejscowości sprzedanej w ten sposób. Cena na aukcji osiągnęła 1.777.877 dolarów, do transakcji jednak nie doszło ze względu na zatajenie przez sprzedawców informacji o stanie faktycznym miasteczka, które znajdowało się w stanie ruiny. Ostatecznie w 2004 miejscowość zakupił od agencji pośrednictwa nieruchomości za około 700 tys. dolarów doradca finansowy Bruce Krall, który po renowacji zamierza ponownie wystawić ją na sprzedaż w serwisie eBay.com